# Joaquim Folch i Girona
Joaquim Folch i Girona   (Barcelona, 2 de maig de 1892 - Barcelona, 19 de febrer de 1984) fou un enginyer català.

## Biografia
Destacà com a geòleg i enginyer, impulsor de la mineria i la metal·lúrgia del plom a Catalunya (mines de Bellmunt del Priorat), i fundador l'any 1917 de la fàbrica de pintures Industrias Titán S.A. Va ser un col·laborador molt actiu de la Institució Catalana d'Història Natural i també del Centre Excursionista de Catalunya on impulsà el centre d'esports d'hivern de la Molina. Va ser un gran afeccionat a la mineralogia, arribant a ser president d'honor del Grup Mineralògic Català. Al llarg de tota la seva vida va aplegar una important col·lecció de minerals, la coneguda com a «Col·lecció Folch», que encara avui és considerada com una de les millors del món entre les que són privades. Actualment (febrer de 2009) aquesta col·lecció es manté gairebé intacta, fins i tot lleugerament ampliada, 25 anys després de la mort del seu creador, en unes instal·lacions a Barcelona emparades per la Fundació Can Costa. Com a homenatge per la seva estima a l'excursionisme, la Federació d'Entitats Excursionistes de Catalunya va donar el seu nom al refugi d'Engorgs a la Cerdanya. Fou membre de l'Acadèmia de Ciències i Arts de Barcelona.
Morí a Barcelona el 1984. Un dels seus fills va ser el poeta Jorge Folch i Rusiñol i un altre fill el químic Albert Folch i Rusiñol.